# Чемпіонат Азії з боротьби 2012
Чемпіонат Азії з боротьби 2012 пройшов з 16 — 19 лютого 2012 року в Кумі, Південна Корея, у спортивному комплексі Пак Чун Хі.
На чемпіонаті проводилися змагання з вільної та греко-римської боротьби серед чоловіків і вільної боротьби серед жінок.
Було розіграно двадцять один комплект нагород — по сім у вільній, греко-римській та жіночій боротьбі. Бронзові нагороди вручалися обом спортсменам, що виграли втішні сутички.

## Країни учасники
У змаганнях взяли участь 244 спортсмени, що представляли 22 збірні команди.
| - В'єтнам (7) - Ємен (2) - Йорданія (5) - Індія (19) - Ірак (7) - Іран (14) - Казахстан (21) | - Камбоджа (1) - Катар (3) - Киргизстан (21) - КНР (21) - Китайський Тайбей (16) - Монголія (14) - ОАЕ (3) | - Південна Корея (21) - Сирія (4) - Таджикистан (10) - Таїланд (3) - Туркменістан (8) - Узбекистан (18) - Філіппіни (5) - Японія (21) |

## Загальний медальний залік
| Місце               | Країна              | Золото | Срібло | Бронза | Загалом |
| ------------------- | ------------------- | ------ | ------ | ------ | ------- |
| 1                   | Іран                | 8      | 2      | 2      | 12      |
| 2                   | КНР                 | 4      | 3      | 5      | 12      |
| 3                   | Казахстан           | 3      | 3      | 7      | 13      |
| 4                   | Японія              | 2      | 4      | 7      | 13      |
| 5                   | Південна Корея      | 2      | 3      | 5      | 10      |
| 6                   | Індія               | 1      | 0      | 4      | 5       |
| 6                   | Киргизстан          | 1      | 0      | 4      | 5       |
| 8                   | Монголія            | 0      | 2      | 4      | 6       |
| 9                   | Узбекистан          | 0      | 2      | 2      | 4       |
| 10                  | В'єтнам             | 0      | 1      | 0      | 1       |
| 10                  | Китайський Тайбей   | 0      | 1      | 0      | 1       |
| 12                  | Таджикистан         | 0      | 0      | 2      | 2       |
| Загалом (12 збірні) | Загалом (12 збірні) | 21     | 21     | 42     | 84      |

## Рейтинг команд
| Місце в рейтингу | Вільна боротьба (чоловіки) | Вільна боротьба (чоловіки) | Греко-римська боротьба (чоловіки) | Греко-римська боротьба (чоловіки) | Вільна боротьба (жінки) | Вільна боротьба (жінки) |
| Місце в рейтингу | Команда                    | Бали                       | Команда                           | Бали                              | Команда                 | Бали                    |
| ---------------- | -------------------------- | -------------------------- | --------------------------------- | --------------------------------- | ----------------------- | ----------------------- |
| 1                | Іран                       | 67                         | Іран                              | 54                                | КНР                     | 59                      |
| 2                | Японія                     | 49                         | КНР                               | 51                                | Японія                  | 58                      |
| 3                | КНР                        | 44                         | Південна Корея                    | 47                                | Казахстан               | 55                      |
| 4                | Монголія                   | 44                         | Казахстан                         | 45                                | Монголія                | 48                      |
| 5                | Індія                      | 38                         | Японія                            | 45                                | Киргизстан              | 44                      |
| 6                | Казахстан                  | 38                         | Узбекистан                        | 40                                | Південна Корея          | 33                      |
| 7                | Південна Корея             | 34                         | Киргизстан                        | 29                                | В'єтнам                 | 28                      |
| 8                | Киргизстан                 | 27                         | Індія                             | 26                                | Індія                   | 28                      |
| 9                | Таджикистан                | 20                         | Йорданія                          | 17                                | Китайський Тайбей       | 18                      |
| 10               | Узбекистан                 | 18                         | Таджикистан                       | 14                                | Узбекистан              | 9                       |

## Медалісти

### Чоловіки

#### Вільна боротьба
| Категорія | Золото         | Срібло            | Бронза                  |
| до 55 кг  | Хасан Рахімі   | Ясухіро Інаба     | Аміт Кумар              |
| до 55 кг  | Хасан Рахімі   | Ясухіро Інаба     | Кім Чин Чхоль           |
| до 60 кг  | Йогешвар Дутт  | Масуд Есмаейльпур | Банзрагчиїн Баянмонкх   |
| до 60 кг  | Йогешвар Дутт  | Масуд Есмаейльпур | Томоцугу Ісіда          |
| до 66 кг  | Мехді Тагаві   | Максат Даулбаєв   | Парвін Рана             |
| до 66 кг  | Мехді Тагаві   | Максат Даулбаєв   | Пак Нам Чун             |
| до 74 кг  | Садег Гударзі  | Абдулхакім Шапієв | Такафумі Кодзіма        |
| до 74 кг  | Садег Гударзі  | Абдулхакім Шапієв | Чжан Чоньяо             |
| до 84 кг  | Есан Лашгарі   | Лі Че Сун         | Юсуп Абдусаломов        |
| до 84 кг  | Есан Лашгарі   | Лі Че Сун         | Наокі Момма             |
| до 96 кг  | Магомед Мусаєв | Кім Че Кан        | Доржхандин Хюдербулга   |
| до 96 кг  | Магомед Мусаєв | Кім Че Кан        | Ерфан Амірі             |
| до 120 кг | Парвіз Хаді    | Лян Лей           | Єржан Дуйссенбеков      |
| до 120 кг | Парвіз Хаді    | Лян Лей           | Жаргалсайхани Чулуунбат |

#### Греко-римська боротьба
| Категорія | Золото           | Срібло              | Бронза             |
| до 55 кг  | Лі Чон Пек       | Ельмурат Тасмурадов | Канибек Жолчубеков |
| до 55 кг  | Лі Чон Пек       | Ельмурат Тасмурадов | Сьота Танокура     |
| до 60 кг  | Єрбол Кониратов  | Кадзума Курамото    | У Син Че           |
| до 60 кг  | Єрбол Кониратов  | Кадзума Курамото    | Атай Койчукулов    |
| до 66 кг  | Чжен Пань        | Афшин Біабангард    | Володимир Погудін  |
| до 66 кг  | Чжен Пань        | Афшин Біабангард    | Єлдар Кайратов     |
| до 74 кг  | Хаді Алізаде     | Такехіро Канакубо   | Тянь Хайлун        |
| до 74 кг  | Хаді Алізаде     | Такехіро Канакубо   | Асет Аділов        |
| до 84 кг  | Хабіболла Ахлагі | Бесікі Салдадзе     | Максат Єрежепов    |
| до 84 кг  | Хабіболла Ахлагі | Бесікі Салдадзе     | Дуань Нін          |
| до 96 кг  | Давуд Гілнейранг | Сяо Ді              | Руслан Камілов     |
| до 96 кг  | Давуд Гілнейранг | Сяо Ді              | Ан Чан Гун         |
| до 120 кг | Кім Йон Мін      | Абдулмалік Сартбаєв | Мохаммад Горбані   |
| до 120 кг | Кім Йон Мін      | Абдулмалік Сартбаєв | Муроджон Туйчієв   |

### Жінки

#### Вільна боротьба
| Категорія | Золото          | Срібло                 | Бронза              |
| до 48 кг  | Чжао Шаша       | Лі Ю Мі                | Міхрнісо Нурматова  |
| до 48 кг  | Чжао Шаша       | Лі Ю Мі                | Ері Тосака          |
| до 51 кг  | Лі Хуей         | Ю Міяхара              | Кім Хьон Чо         |
| до 51 кг  | Лі Хуей         | Ю Міяхара              | Неха Ратхі          |
| до 55 кг  | Канако Мурата   | Тран Ті Дієу Нінь      | Айжан Ісмагулова    |
| до 55 кг  | Канако Мурата   | Тран Ті Дієу Нінь      | Гіта Фогат          |
| до 59 кг  | Кайоко Сімада   | Ян Сеньлянь            | Аїм Абдільдіна      |
| до 59 кг  | Кайоко Сімада   | Ян Сеньлянь            | Енхбаярин Цевегмід  |
| до 63 кг  | Сюй Хайянь      | Хоу Міньвень           | Тетяна Захарова     |
| до 63 кг  | Сюй Хайянь      | Хоу Міньвень           | Ріо Ватарі          |
| до 67 кг  | Олена Шалигіна  | Церендорджийн Баярзаяа | Алтинай Анарбеккизи |
| до 67 кг  | Олена Шалигіна  | Церендорджийн Баярзаяа | Лю Сіньї            |
| до 72 кг  | Гюзель Манюрова | Бадрахин Одончимег     | Хун Янь             |
| до 72 кг  | Гюзель Манюрова | Бадрахин Одончимег     | Мамі Сінкай         |